# Finlands utmärkelser
Finlands utmärkelser inkluderar statsordnar och andra utmärkelser.

## Statsordnar
Republiken 'Finlands statsordnar' är tre till antalet. Finlands president är stormästare för statsordnarna.
- Frihetskorsets orden, instiftad 1918.
- Finlands Vita Ros’ orden, instiftad 1919.
- Finlands Lejons orden, instiftad 1942.

Ordnarna administreras av ordenskapitlet (kansler, vicekansler m.fl.)
- Hederstecknet för mänsklig barmhärtighet (Pro Benignitate Humana), instiftad 1945.[1].

Dessutom finns det en halvofficiell orden, Heliga Lammets orden.

## Rangordning
Utmärkelser i rangordning är:
1. Storkorset med kedja av Finlands Vita Ros’ orden
2. Frihetskorsets storkors
3. Storkorset av Finlands Vita Ros’ orden
4. Storkorset av Finlands Lejons orden
5. Frihetskorsets Mannerheimkors av 1. klass
6. Frihetskorsets 1. klass med kraschan
7. Kommendörstecknet av I klass av Finlands Vita Ros’ orden
8. Kommendörstecknet av I klass av Finlands Lejons orden
9. Frihetskorsets Mannerheimkors av 2. klass
10. Frihetskorsets 1. klass
11. Kommendörstecknet av Finlands Vita Ros’ orden
12. Kommendörstecknet av Finlands Lejons orden
13. Finlands idrottskulturs stora förtjänstkors
14. Finlands Olympiska förtjänstkors av 1 klass
15. Frihetsmedaljens 1. klass med rosett på bandet
16. Frihetskorsets förtjänstmedalj i guld
17. Frihetskorsets sorgekors
18. Frihetskorsets sorgemedalj
19. Frihetskorsets 2. klass
20. Frihetskorsets 3. klass
21. Frihetskorsets 4. klass för krigstida förtjänster
22. Riddartecknet av I klass av Finlands Vita Ros’ orden
23. Pro Finlandia-medaljen av Finlands Lejons orden
24. Finlands Vita Ros’ tecken (ändrats 1993 till förtjänstkors)
25. Riddartecknet av I klass av Finlands Lejons orden
26. Frihetskorsets 4. klass (för fredstida förtjänster)
27. Riddartecknet av Finlands Vita Ros’ orden
28. Riddartecknet av Finlands Lejons orden
29. Förtjänstkorset av Finlands Vita Ros’ orden
30. Förtjänstkorset av Finlands Lejons orden
31. Finlands Röda Kors’ förtjänstkors
32. Livräddingsmedaljen(fi)
33. Finlands Olympiska förttjänstkors av 2. klass
34. Frihetsmedaljens 1. klass
35. Frihetskorsets förtjänstmedalj av 1. klass
36. Frihetsmedaljens 2. klass
37. Frihetskorsets förtjänstmedalj av 2. klass
38. Frihetskrigets minnesmedalj med ros
39. Medalj av I klass med guldkors och spänne av Finlands Vita Ros’ orden
40. Medalj av I klass med spänne av Finlands Vita Ros’ orden
41. Medalj med spänne av Finlands Vita Ros’ orden
42. Frihetskrigets minnesmedalj(fi)
43. Minnesmedalj för deltagande i 1939-1940 års krig(fi) (vinterkriget)
44. Minnesmedalj för deltagande i 1941-1945 års krig(fi) (fortsättningskriget)
45. Minröjningsmedaljen(fi)
46. Medalj av I klass med guldkors av Finlands Vita Ros’ orden
47. Medalj av I klass av Finlands Vita Ros’ orden
48. Medalj av Finlands Vita Ros’ orden
49. Militärens förtjänstmedalj(fi)
50. Finlands Röda Kors’ förtjänstmedalj i guld
51. Finlands Röda Kors’ förtjänstmedalj i silver
52. Hederstecknet för mänsklig barmhärtighet (Pro Benignitate Humana)
53. Finlands Röda Kors’ förtjänstmedalj i brons
54. Finlands Olympiska förtjänstmedalj
55. Krigsinvalidernas förtjänstkors
56. Polisens förtjänstkors
57. Gränsbevaknings- väsendets förtjänstkors
58. Brandvärnets förtjänstkors
59. Finlands idrottskulturs förtjänstkors i guld
60. Finlands idrottskulturs förtjänstkors
61. Förtjänstmedaljen för befolkningsskyddsarbete av 1. klass med spänne
62. Förtjänstmedaljen för befolkningsskyddsarbete av 2. klass med spänne
63. Finlands idrottskulturs förtjänstmedalj med förgyllt kors
64. Förtjänstmedaljen för befolkningsskyddsarbete av 1. klass
65. Finlands idrottskulturs förtjänstmedalj
66. Gränsbevakningsväsendets förtjänstmedalj
67. Förtjänstmedaljen för befolkningsskyddsarbete av 2. klass
68. Finlands idrotts förtjänstmedalj i brons
69. Fångvårdens förtjänstkors
70. Tullverkets förtjänstkors med spänne
71. Finlands Reservofficersförbunds förtjänstmedalj i guld med spänne
72. Försvarsgillenas förtjänstmedalj
73. Tullverkets förtjänstkors
74. Reservistförbundet – Reservunderofficers- förbundets förtjänstkors med spänne
75. Befälsförbundets förtjänstmedalj med spänne
76. Finlands Reservofficers-örbunds förtjänstmedalj i guld
77. Reservistförbundet – Reservunderofficers- förbundets förtjänstkors
78. Befälsförbundets förtjänstmedalj
79. Ingenjörofficersförbundets förtjänstmedalj
80. Kadettkårens förtjänstmedalj
81. Förtjänstmedalj för trafiksäkerhetsarbete
82. Specialförtjänstmedalj för arbetsmiljöarbete
83. Polisens förgyllda förtjänstmedalj
84. Förtjänstmedalj för motorfordonstrafikarbete
85. Frihetskrigets, vinterkrigets och fortsättningskrigets minneskors(fi) och -medaljer samt förtjänstkorsen och -medaljerna för annan fosterländsk verksamhet enligt anciennitet